# Провиденс Стимроллерс
«Провиденс Стимроллерс» (англ. Providence Steamrollers) — американский профессиональный баскетбольный клуб, выступавший в Национальной баскетбольной ассоциации. Клуб базировался в городе Провиденс, Род-Айленд и проводил домашние игры на арене «Род-Айленд-одиториум». По состоянию на 2015 год, «Стимроллерс» являются последней командой из четырёх главных спортивных лиг, существовавших на Род-Айленде.

## История клуба
«Стимроллерс» были одной из 11 команд, образовавших НБА (лига тогда носила название Баскетбольная ассоциация Америки). За три сезона существования, клуб одержал 46 побед и потерпел 122 поражения.
«Стимроллерс» до сих пор удерживают рекорд НБА по самому меньшему количеству побед, одержанных за сезон — 6 в сезоне 1947/48. В том же сезоне в клубе выступал самый возрастной игрок в истории лиги — 46-летний Нэт Хики.

## Статистика
| Сезон                       | В                           | П                           | В%                          | Плей-офф                    | Результаты                  |
| Провиденс Стимроллерс (БАА) | Провиденс Стимроллерс (БАА) | Провиденс Стимроллерс (БАА) | Провиденс Стимроллерс (БАА) | Провиденс Стимроллерс (БАА) | Провиденс Стимроллерс (БАА) |
| --------------------------- | --------------------------- | --------------------------- | --------------------------- | --------------------------- | --------------------------- |
| 1946-47                     | 28                          | 32                          | 46,7                        |                             |                             |
| 1947-48                     | 6                           | 42                          | 12,5                        |                             |                             |
| 1948-49                     | 12                          | 48                          | 25,0                        |                             |                             |